# Аристовул (Кириадзис)
Архиепи́скоп Аристо́вул (греч. Αρχιεπίσκοπος Αριστόβουλος, в миру Стилиано́с Кириадзи́с, греч. Στυλιανός Κυριατζής; род. 1970, Кёльн) — архиерей Иерусалимской православной церкви, архиепископ Катарский.

## Биография
Он окончил Церковный лицей во Флорине. В 1987 году прибыл в Иерусалим, где учился в Патриаршей школе, исполняя одновременно обязанности ламбадария Пресвятого храма Воскресения.
По окончании Патриаршей школы он был назначен секретарём Комиссии по недвижимости.
В 1988 году был пострижен в монаха и рукоположён в сан иеродиакона, а в 1992 году — в сан иеромонаха с возведением в архимандрита.
С 1989 по 2004 годы, параллельно со своими другими служениями, добровольно работал в отделении трансплантации миеломы больницы Хадасса Эйн-Карем в качестве переводчика и сопровождающего греческих и кипрских больных.
В 1990 году был назначен преподавателем церковного пения и протопсалтом храма Гороба Господня в Иерусалиме и занимал эту должность до своего избрания в епископы.
Получил диплом Афинской консерватории по византийской музыке, а затем окончил магистратуру там же по той же специальности. Провёл несколько лет в Институте высшего образования в области православной теологии в Шамбези, около Женевы, и хорошо говорит по-французски. Французский православный сайт Оrthodoxie охарактеризовал Аристовула как «превосходного специалиста в области византийской музыки».
В 2002 году по окончании своего образования он был назначен настоятелем прихода в Бейт-Джале.
В 2015 году закончил магистратуру по теологии в Университете Фрибурга.
В 2017 году основал Русскоязычный приход Патриарха Авраама в Бер-Шебе.
15 мая 2018 года был избран архиепископом Мадабским, патриаршим представителем в Мадабе, Иордания. Одновременно был включён в состав Церковного апелляционного суда Иерусалимского Патриархата.
20 мая того же года в Иерусалимском Воскресенском соборе последовала его архиерейская хиротония с возведением в сан архиепископа, которую совершили: патриарх Иерусалимский Феофил III, митрополит Капитолиадский Исихий (Кондояннис), митрополит Бострийского Тимофей (Маргаритис), митрополит Назаретский Кириак (Георгопетрис), митрополит Еленопольскоий Иоаким (Кондовас), архиепископ Константинский Аристарх (Перистерис), архиепископ Иоппийский Дамаскин (Гаганьярас), архиепископ Фаворский Мефодий (Ливерис), архиепископ Иорданский Феофилакт (Георгиадис), архиепископ Лиддский Димитрий (Василиадис), архиепископ Катарский Макарий (Маврояннакис), архиепископ Иерапольский Исидор (Факицас) и архиепископ Кириакопольский Христофор (Аталла). 8 июля того же года состоялась его интронизация.
25 сентября 2019 года решением Священного Синода назначен Архивариусом и Председателем Пастырского комитета русскоязычной паствы.
15 мая 2025 года, решением синода Иерусалимской православной церкви, он был назначен архиепископом Катарским.